# Cuisine ougandaise
La cuisine ougandaise est une cuisine traditionnelle et moderne qui est influencée par les cuisines anglaise, arabe, asiatique et plus spécifiquement indienne.
Comme les cuisines de la plupart des pays, la cuisine ougandaise varie en complexité, du plus élémentaire plat de féculents accompagné d'une sauce de haricots ou de viande, aux repas à plusieurs plats, servis dans les maisons de la classe supérieure et les restaurants haut de gamme.
La plupart des groupes ethniques ont leurs propres spécialités. L'alimentation en Ouganda comprend divers légumes, les pommes de terre, l'igname, les bananes et autres fruits tropicaux. Le poulet, porc, poisson (généralement yent frais mais aussi séché et reconstitué pour en faire du ragoût) 
, le bœuf, la chèvre et le mouton sont couramment consommés, bien que dans les zones rurales pauvres, ces viandes soient moins consommées ; la viande de brousse y est préférée.

## Les plats principaux
Les plats principaux sont généralement centrés sur une sauce ou un ragoût d'arachide, des haricots ou de la viande. L'amidon vient traditionnellement de l'ugali (à base de farine de maïs) ou du matooke (bananes verte bouillies servies en purée) dans le Sud du pays, ou un plat ressemblant à l'ugali (posho ou kawunga) fait de mil au  Nord. L'ugali est cuit en une épaisse bouillie pour le petit déjeuner.
Pour les repas principaux, la farine blanche est ajoutée à la casserole et mélangée à l'ugali jusqu'à ce que la consistance devienne ferme. Elle est ensuite retournée sur une assiette de service et coupée en tranches individuelles. Le manioc, l'igname et la patate douce africaine sont également consommés. Les plus riches intègrent la pomme de terre blanche (souvent appelée « irlandaise ») et le riz dans leur régime alimentaire. Le soja est également un aliment de base sain depuis les années 1970, également consommé au petit-déjeuner. Le chapati, un pain plat d'origine indienne, fait également partie de la cuisine ougandaise.
Hormis ces plats, on peut aussi citer le kikommando et le rolex qui sont des mets très appréciés.

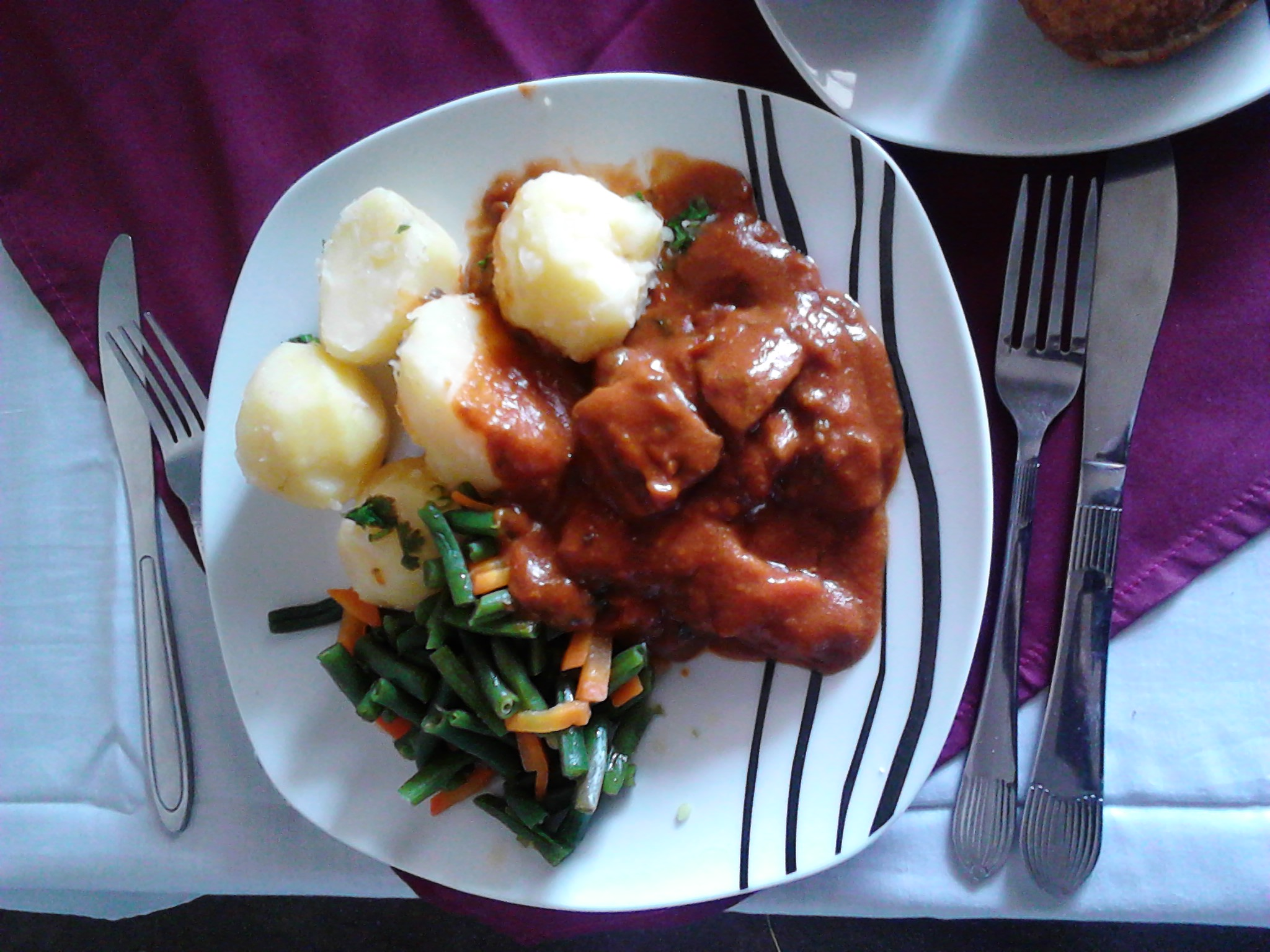
Pommes de terre « à l'irlandaise », haricots verts et foie
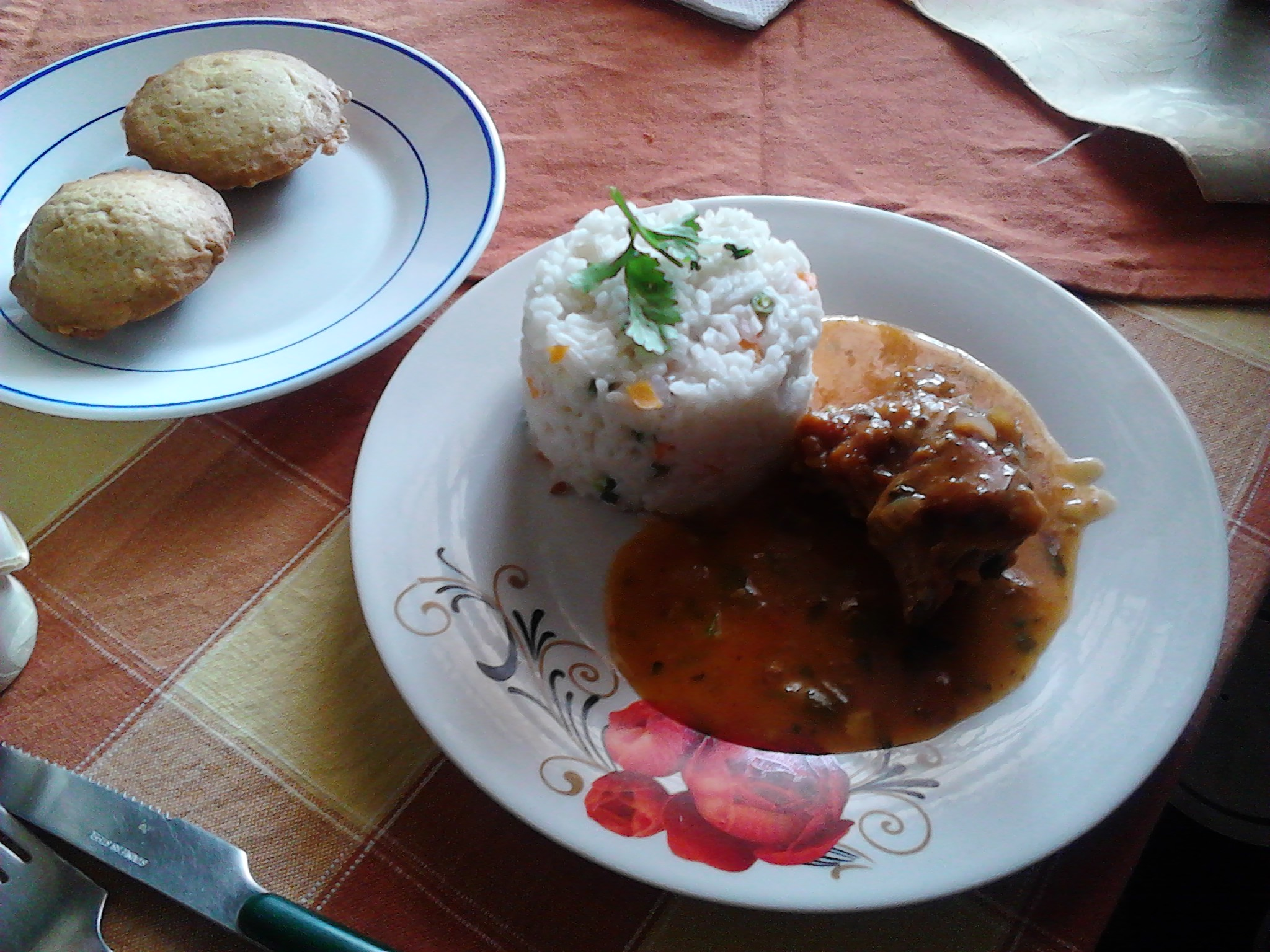
Riz aux légumes et curry de poulet
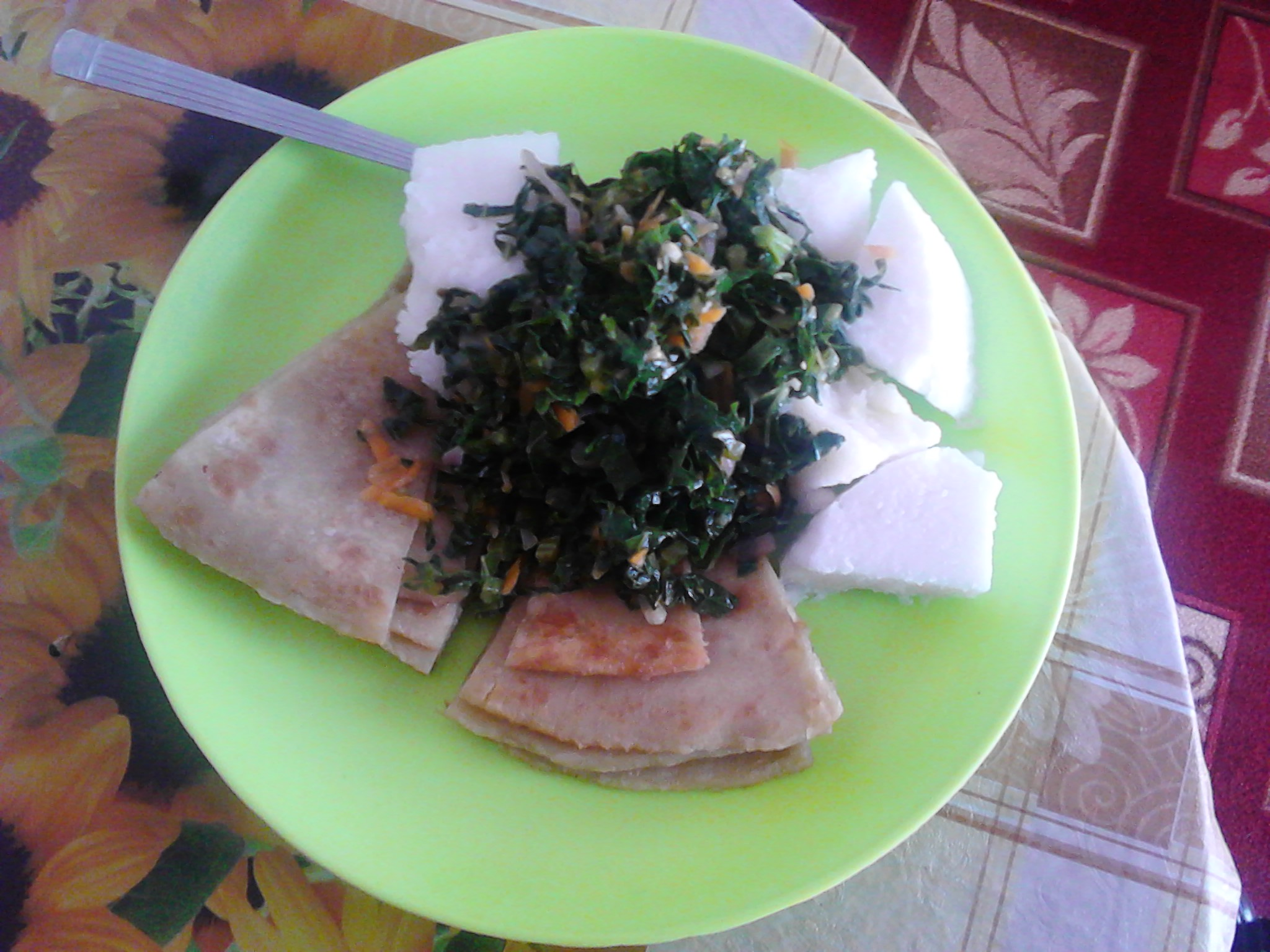
Posho, sukuma et chapati
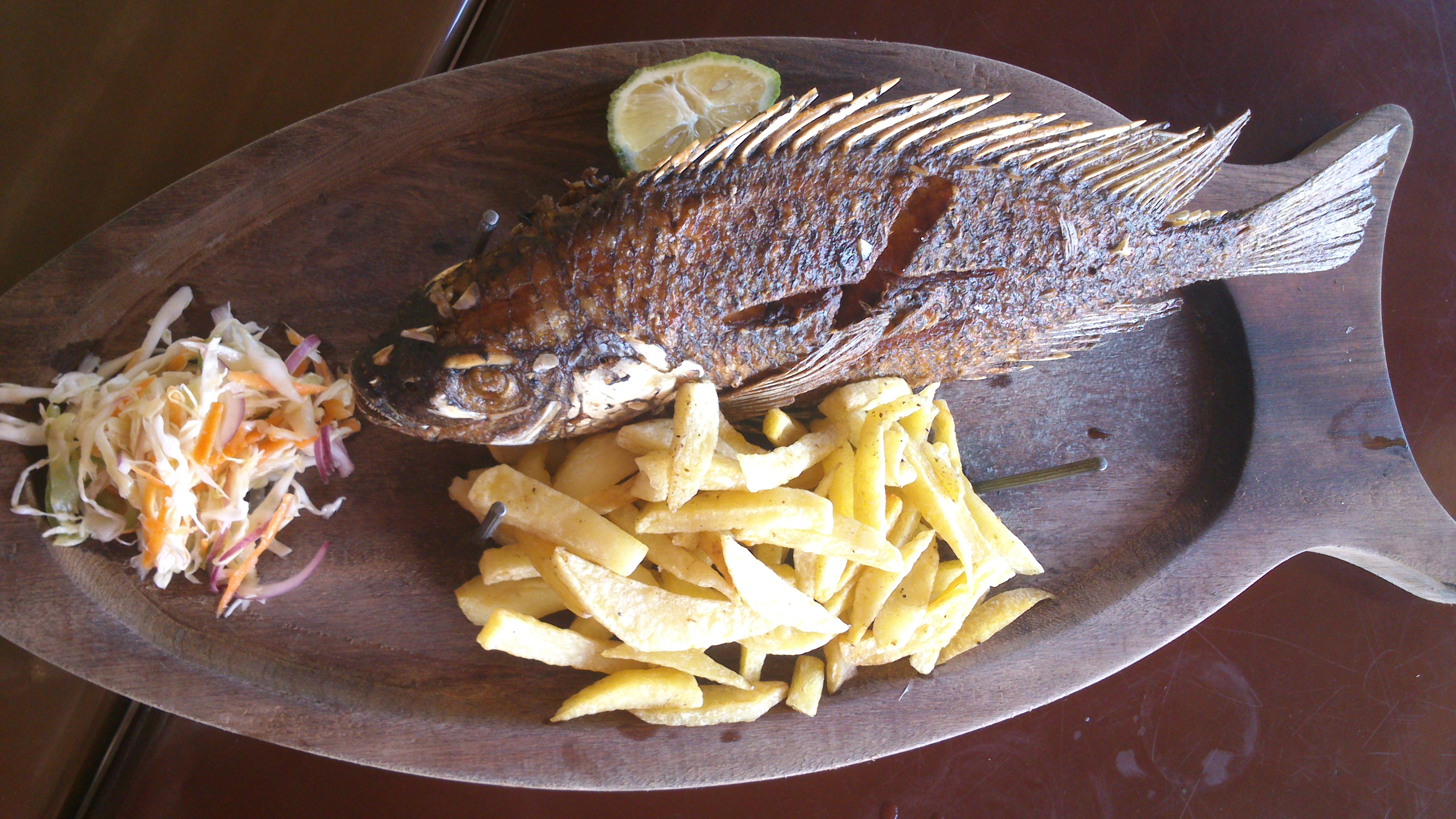
Tilapia et frites
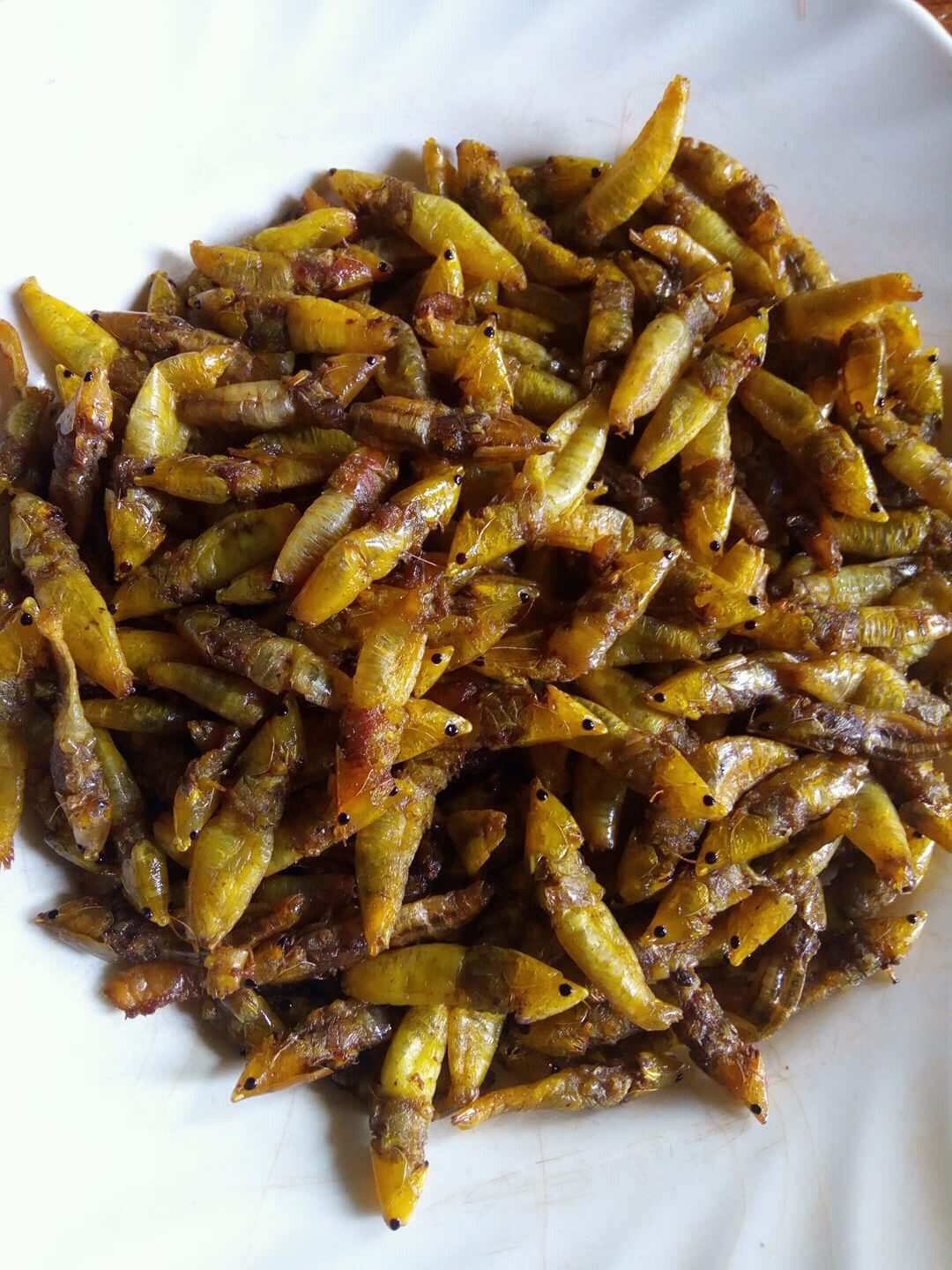
Sauterelles grillées

## Les fruits et légumes
Divers légumes verts à feuilles sont cultivés en Ouganda. Ceux-ci peuvent être bouillis dans les ragoûts ou servis en accompagnement dans les maisons chics. L'amarante (dodo), le nakati et le borr sont des exemples de légumes régionaux. Les fruits tels que les bananes et les ananas sont abondants et couramment consommés. Ils peuvent être cuits dans les plats, consommés comme collations ou en tant que desserts.

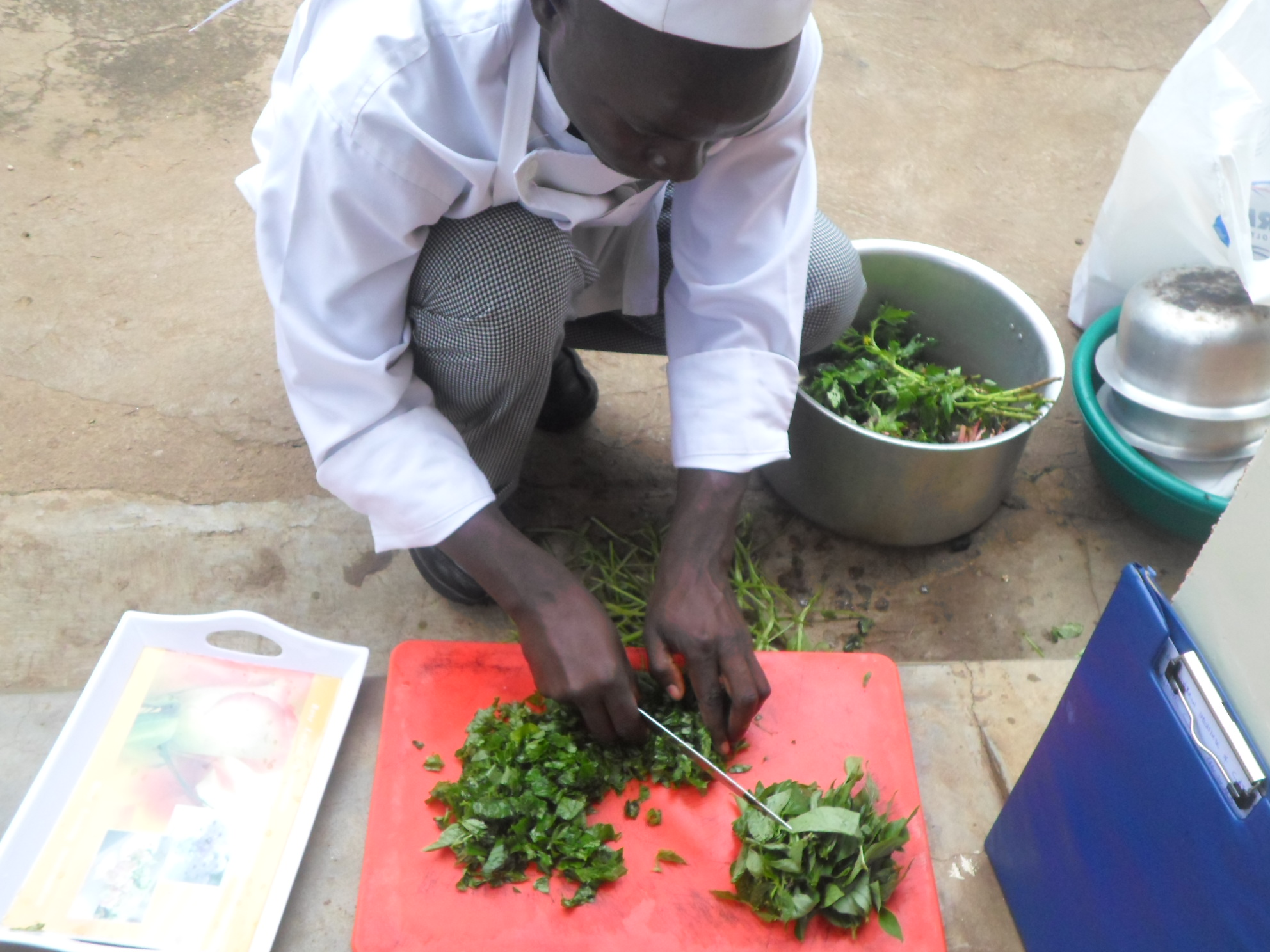
Préparation du dodo
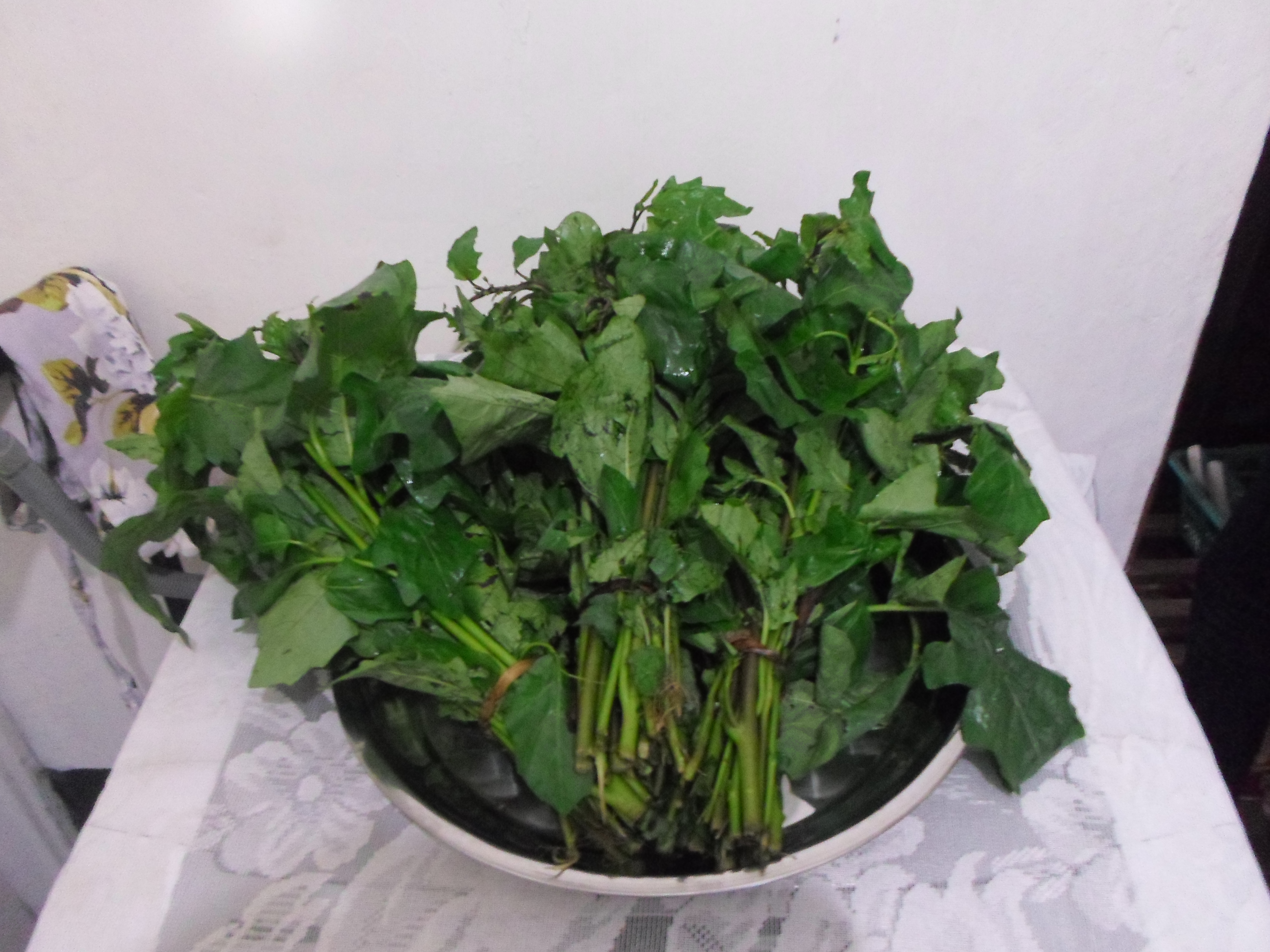
Nakati
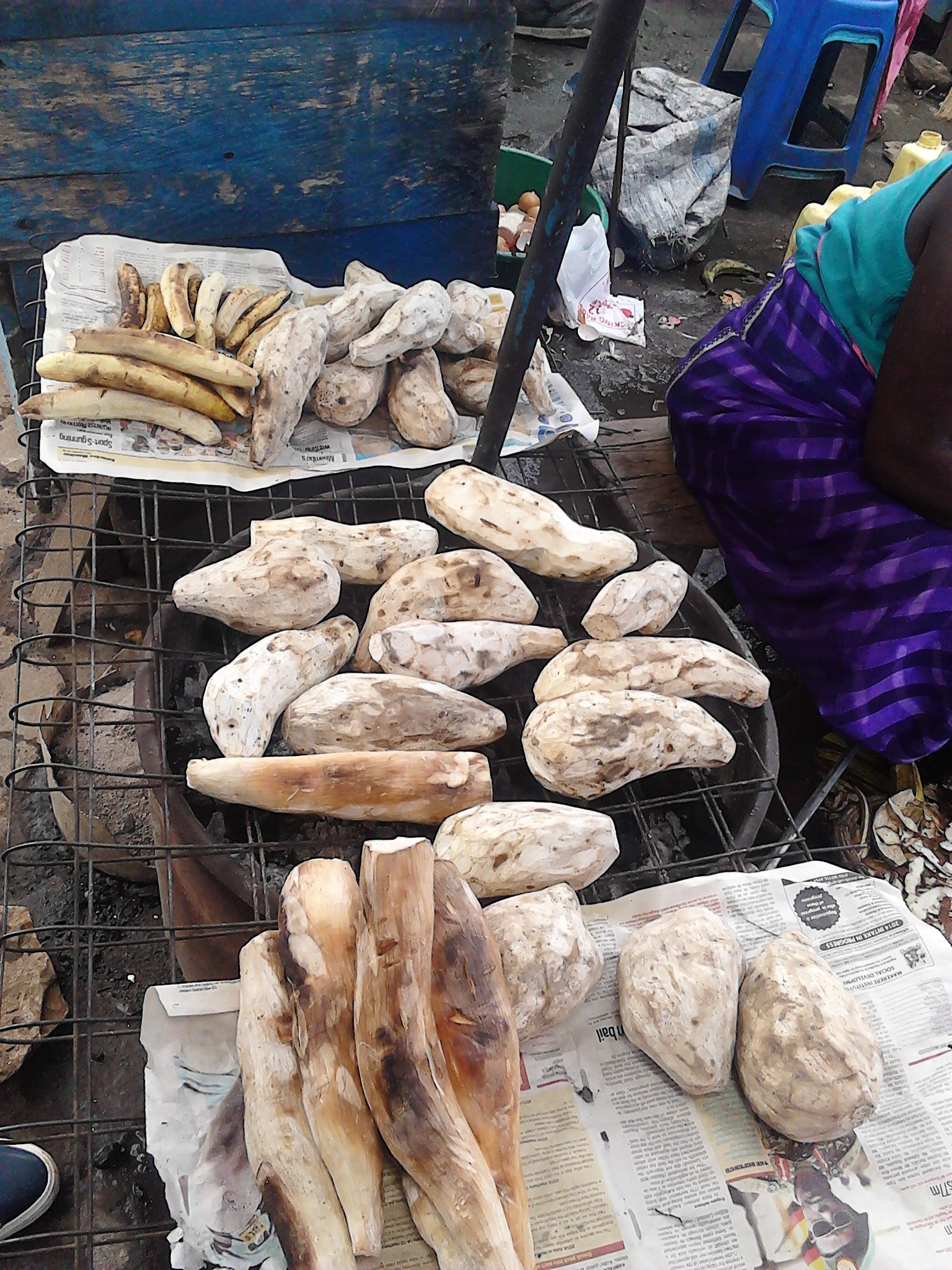
Manioc et patates douces
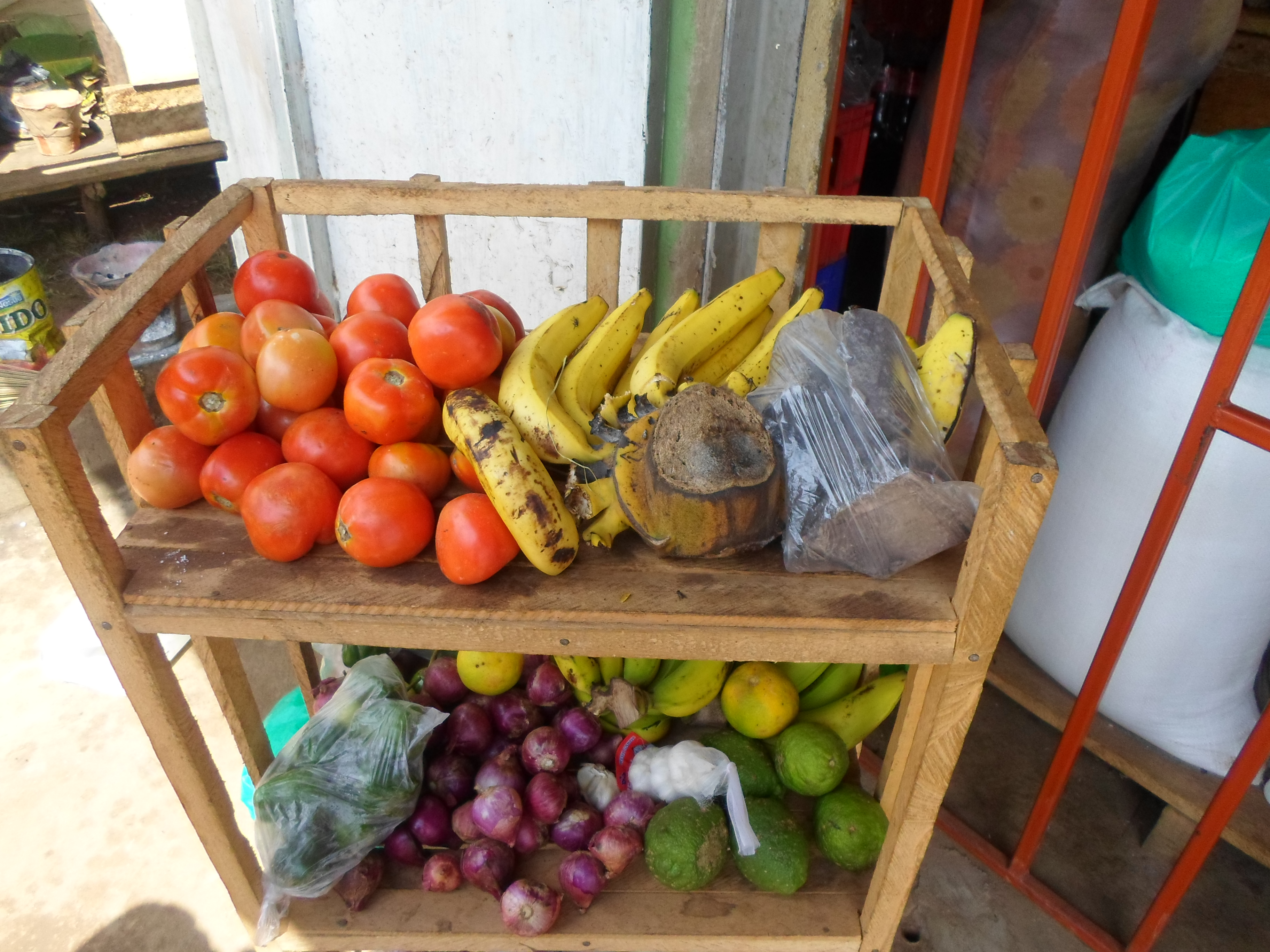
Tomates et bananes
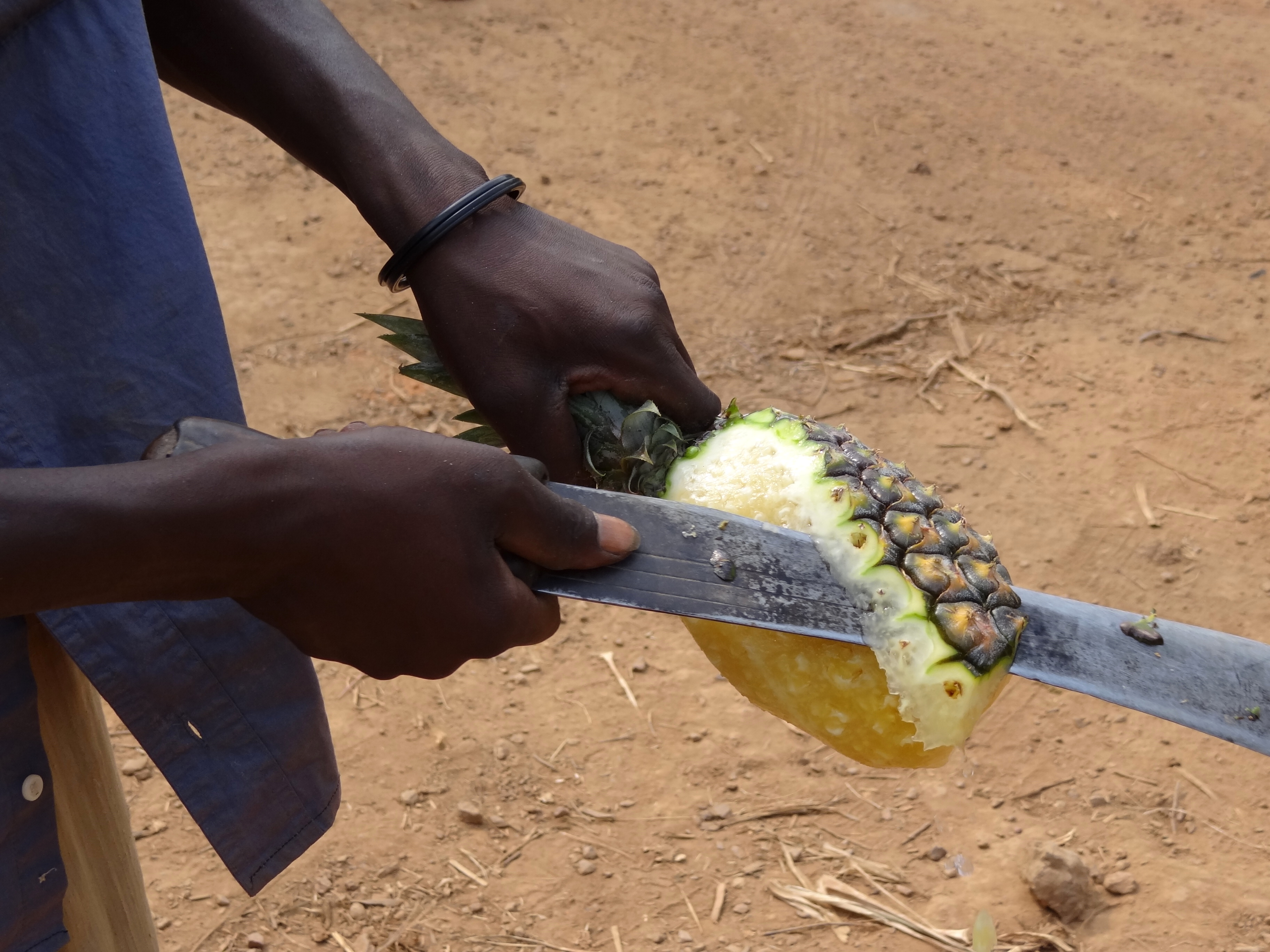
Ananas

## Source
- (en) Cet article est partiellement ou en totalité issu de l’article de Wikipédia en anglais intitulé « Ugandan cuisine » (voir la liste des auteurs).